# Ithycyphus
Ithycyphus Günther, 1873 è un genere di serpenti della famiglia Lamprophiidae, endemico del Madagascar.

## Tassonomia
Il genere comprende le seguenti specie:
- Ithycyphus blanci Domergue, 1988
- Ithycyphus goudoti (Schlegel, 1837)
- Ithycyphus miniatus (Schlegel, 1837)
- Ithycyphus oursi Domergue, 1986
- Ithycyphus perineti Domergue, 1986